# Élections générales portoricaines de 1980
Des élections générales ont eu lieu à Porto Rico le 4 novembre 1980. 
Carlos Romero Barceló, du Nouveau parti progressiste (NPP), a été réélu gouverneur. Lors des élections à la Chambre des représentants, le NPP a recueilli la majorité des voix, mais le Parti populaire démocrate a remporté la majorité des sièges. Ils ont également remporté une majorité de sièges au Sénat. Le taux de participation était de 78,2%.

## Résultats

### Gouverneur
| Candidat               | Parti                             | Votes   | %     |
| ---------------------- | --------------------------------- | ------- | ----- |
| Carlos Romero Barceló  | Nouveau parti progressiste        | 759 926 | 47,20 |
| Rafael Hernández Colón | Parti populaire démocrate         | 756 889 | 47,00 |
| Rubén Berríos          | Parti indépendantiste portoricain | 87 272  | 5,70  |

### Législatives
| Parti                                   | Sièges |
| --------------------------------------- | ------ |
| Parti populaire démocrate (PPD)         | 26     |
| Nouveau parti progressiste (NPP)        | 25     |
| Parti indépendantiste portoricain (PIP) | 0      |
| Total                                   | 51     |